# SN 1995bb
SN 1995bb – supernowa typu Ic odkryta 29 listopada 1995 roku w galaktyce A001617+1224. Jej jasność pozostaje nieznana.